# Sarmayeh Bank Volleyball Club 2015-2016 (maschile)
Questa voce raccoglie le informazioni riguardanti il Sarmayeh Bank Volleyball Club nelle competizioni ufficiali della stagione 2015-2016.

## Organigramma societario
Area tecnica
- Allenatore: Mostafa Karkhaneh
- Allenatore in seconda: Abbas Barghi
- Scoutman: Mehrdad Mehranpour

Area sanitaria
- Medico: Siyamak Afroozi
- Preparatore atletico: Mohammad Tondravan
- Fisoterapista: Alireza Pishyareh

## Rosa
| N° | Nome               | Ruolo | Data di nascita   | Nazionalità sportiva |
| -- | ------------------ | ----- | ----------------- | -------------------- |
| 1  | Shahram Mahmoudi   | O     | 20 luglio 1988    | Iran                 |
| 2  | Hossein Hasanpour  | C     | 13 settembre 1985 | Iran                 |
| 3  | Yosleyder Cala     | S     | 22 ottobre 1984   | Cuba                 |
| 4  | Mohammad Soleimani | O     | 23 settembre 1987 | Iran                 |
| 5  | Mohammad Fallah    | C     | 3 marzo 1993      | Iran                 |
| 6  | Mohammad Mousavi   | C     | 22 agosto 1987    | Iran                 |
| 7  | Ghasem Karkhaneh   | S     | 21 agosto 1994    | Iran                 |
| 8  | Farhad Zarif       | L     | 3 marzo 1983      | Iran                 |
| 9  | Adel Gholami       | C     | 9 febbraio 1986   | Iran                 |
| 10 | Alireza Mobasheri  | S     | 10 giugno 1988    | Iran                 |
| 12 | Farhad Nazari      | S     | 22 maggio 1984    | Iran                 |
| 13 | Mehdi Mahdavi      | P     | 13 febbraio 1984  | Iran                 |
| 15 | Łukasz Żygadło     | P     | 2 agosto 1979     | Polonia              |
| 16 | Mir-Babak Mousavi  | S     | 8 aprile 1997     | Iran                 |
| 18 | Faramarz Zarif     | L     | 5 febbraio 1993   | Iran                 |